# Campagne-d'Armagnac
Pour les articles homonymes, voir Campagne (homonymie) et Armagnac.
Campagne-d'Armagnac (Campanha d'Armanhac en gascon) est une commune française située dans le nord-ouest du département du Gers, en région Occitanie. Sur le plan historique et culturel, la commune est dans le Bas-Armagnac, ou Armagnac noir, un pays s'inscrivant entre les vallées de l'Auzoue, la Gélise, la Douze et du Midou.
Exposée à un climat océanique altéré, elle est drainée par la Douze, le Bergon et par divers autres petits cours d'eau. La commune possède un patrimoine naturel remarquable : un site Natura 2000 (les « étangs d'Armagnac ») et deux zones naturelles d'intérêt écologique, faunistique et floristique.
Campagne-d'Armagnac est une commune rurale qui compte 212 habitants en 2022, après avoir connu un pic de population de 470 habitants en 1831.  Elle fait partie de l'aire d'attraction d'Eauze. Ses habitants sont appelés les Cannetois ou  Cannetoises.

## Géographie

### Communes limitrophes
Les communes limitrophes sont Ayzieu, Cazaubon, Manciet et Réans.
|        | Cazaubon            |       |
| Ayzieu | Campagne-d'Armagnac | Réans |
|        | Manciet             |       |

### Géologie et relief
Campagne-d'Armagnac se situe en zone de sismicité 1 (sismicité très faible).

### Hydrographie

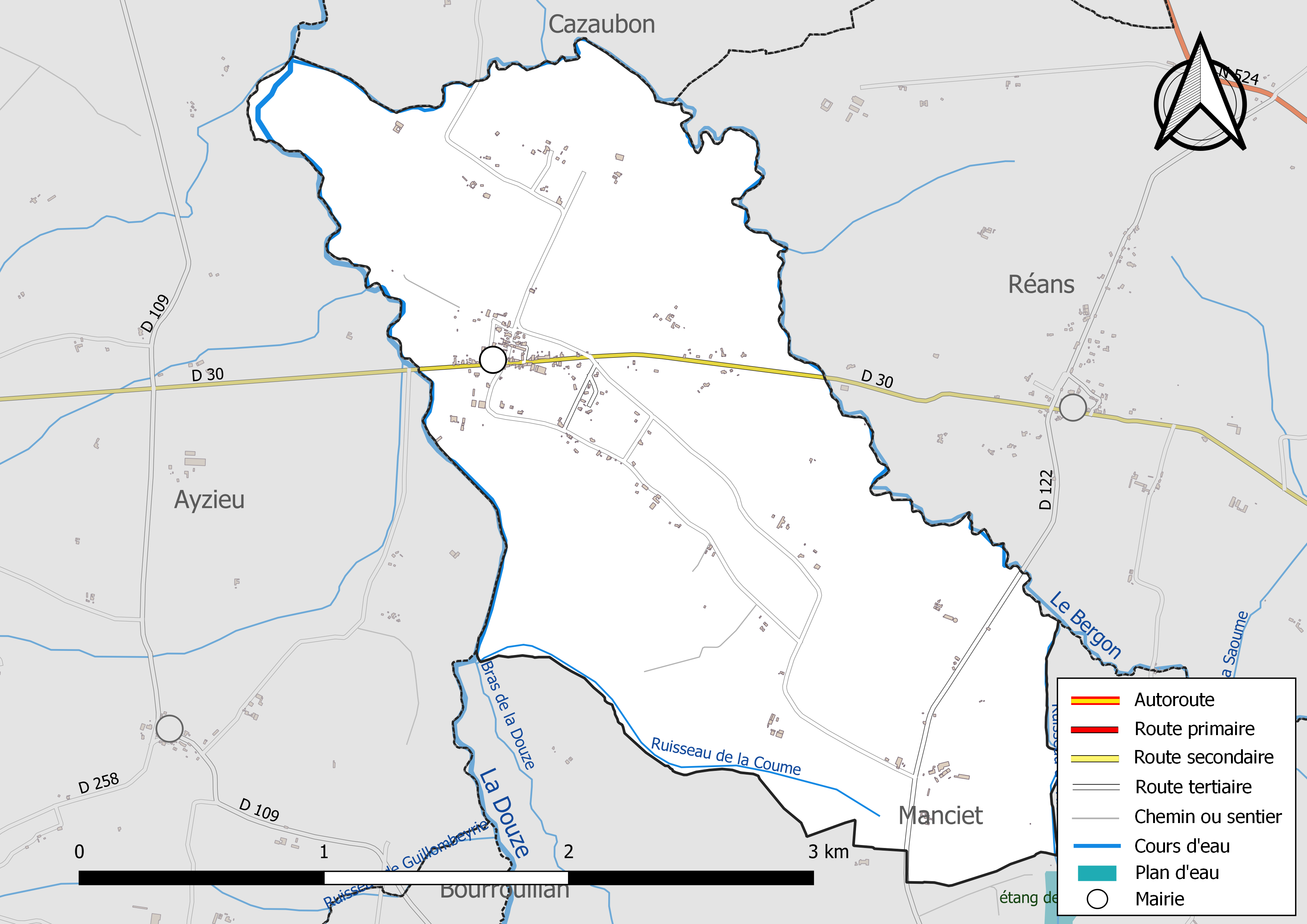
Réseaux hydrographique et routier de Campagne-d'Armagnac.

La commune est dans le bassin de l'Adour, au sein du bassin hydrographique Adour-Garonne. Elle est drainée par la Douze, le Bergon, un bras de la Douze, le ruisseau de Hitère, le ruisseau de la Coume et par deux petits cours d'eau, qui constituent un réseau hydrographique de 6 km de longueur totale,.
La Douze, d'une longueur totale de 123,5 km, prend sa source dans la commune de Gazax-et-Baccarisse et s'écoule du sud-est vers le nord-ouest puis vers le sud. Elle traverse la commune et se jette dans la Midouze à Mont-de-Marsan, après avoir traversé 34 communes.
Le Bergon, d'une longueur totale de 16 km, prend sa source dans la commune de Manciet et s'écoule du sud-est vers le nord-ouest. Il traverse la commune et se jette dans la Douze à Ayzieu, après avoir traversé 6 communes.

### Climat
Pour des articles plus généraux, voir Climat de l'Occitanie et Climat du Gers.
En 2010, le climat de la commune est de type climat océanique altéré, selon une étude s'appuyant sur une série de données couvrant la période 1971-2000. En 2020, Météo-France publie une typologie des climats de la France métropolitaine dans laquelle la commune est toujours exposée à un climat océanique altéré et est dans la région climatique Aquitaine, Gascogne, caractérisée par une pluviométrie abondante au printemps, modérée en automne, un faible ensoleillement au printemps, un été chaud (19,5 °C), des vents faibles, des brouillards fréquents en automne et en hiver et des orages fréquents en été (15 à 20 jours).
Pour la période 1971-2000, la température annuelle moyenne est de 13,1 °C, avec une amplitude thermique annuelle de 14,8 °C. Le cumul annuel moyen de précipitations est de 916 mm, avec 10,6 jours de précipitations en janvier et 7 jours en juillet. Pour la période 1991-2020, la température moyenne annuelle observée sur la station météorologique la plus proche, située sur la commune du Houga à 18 km à vol d'oiseau, est de 13,8 °C et le cumul annuel moyen de précipitations est de 875,9 mm,. Pour l'avenir, les paramètres climatiques de la commune estimés pour 2050 selon différents scénarios d’émission de gaz à effet de serre sont consultables sur un site dédié publié par Météo-France en novembre 2022.

### Milieux naturels et biodiversité

#### Réseau Natura 2000

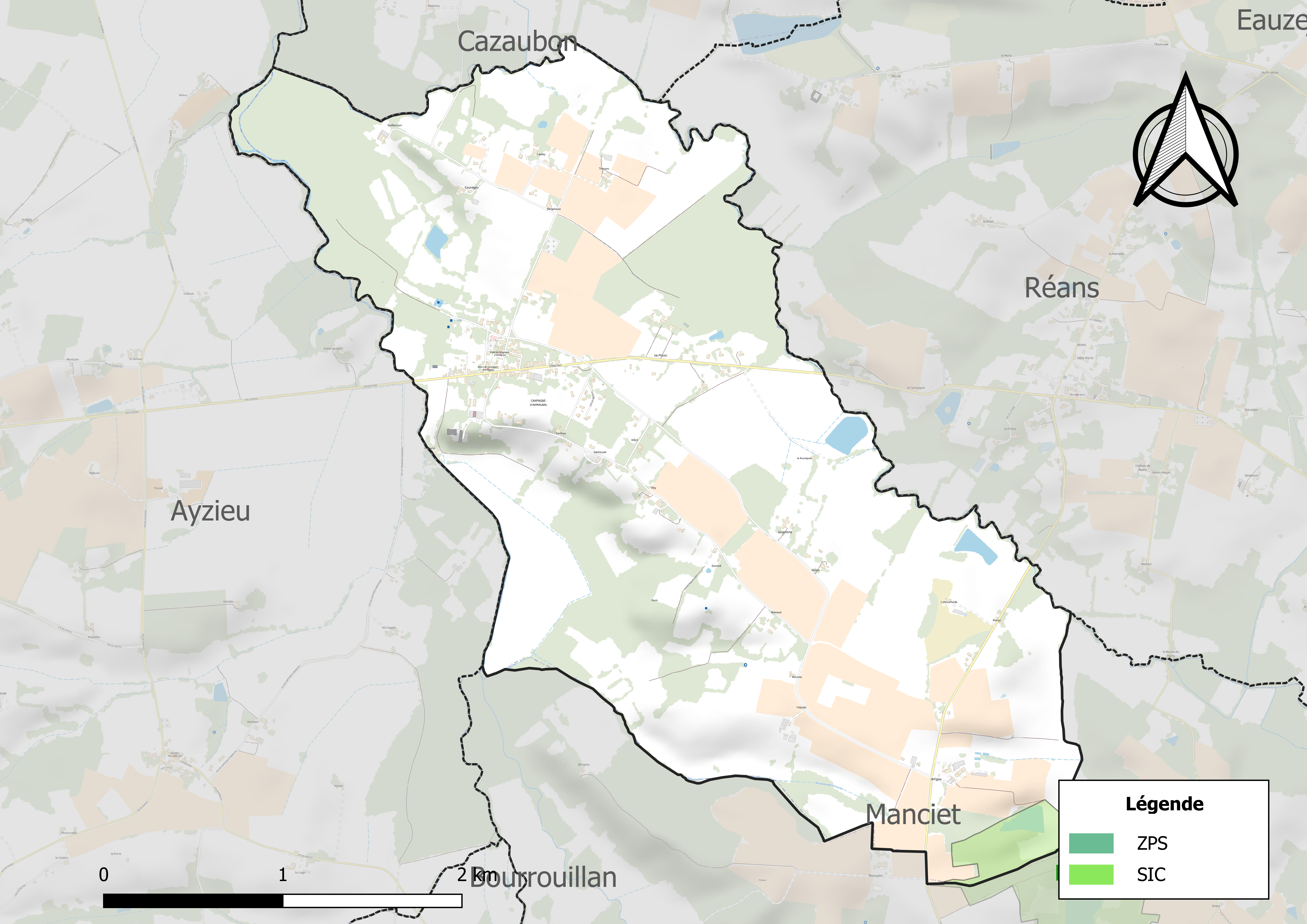
Site Natura 2000 sur le territoire communal.

Le réseau Natura 2000 est un réseau écologique européen de sites naturels d'intérêt écologique élaboré à partir des directives habitats et oiseaux, constitué de zones spéciales de conservation (ZSC) et de zones de protection spéciale (ZPS).
Un site Natura 2000 a été défini sur la commune au titre de la directive habitats : les « étangs d'Armagnac », d'une superficie de 1 028 ha, un site éclaté composé de plusieurs étangs et leurs abords, d'une zone bocagère, d'une zone forestière et marécageuse, dans le bassin versant de l'Armagnac comprenant les principales populations de la Cistude d'Europe (présence de la plus grande population pour Midi-Pyrénées).

#### Zones naturelles d'intérêt écologique, faunistique et floristique
L’inventaire des zones naturelles d'intérêt écologique, faunistique et floristique (ZNIEFF) a pour objectif de réaliser une couverture des zones les plus intéressantes sur le plan écologique, essentiellement dans la perspective d’améliorer la connaissance du patrimoine naturel national et de fournir aux différents décideurs un outil d’aide à la prise en compte de l’environnement dans l’aménagement du territoire.
Une ZNIEFF de type 1 est recensée sur la commune :
l'« étang de la Hitère et bois de Trianon » (158 ha), couvrant 2 communes du département et une ZNIEFF de type 2, : 
« la Douze et milieux annexes » (11 575 ha), couvrant 29 communes dont 26 dans le Gers et trois dans les Landes.

Carte des ZNIEFF de type 1 et 2 à Campagne-d'Armagnac.
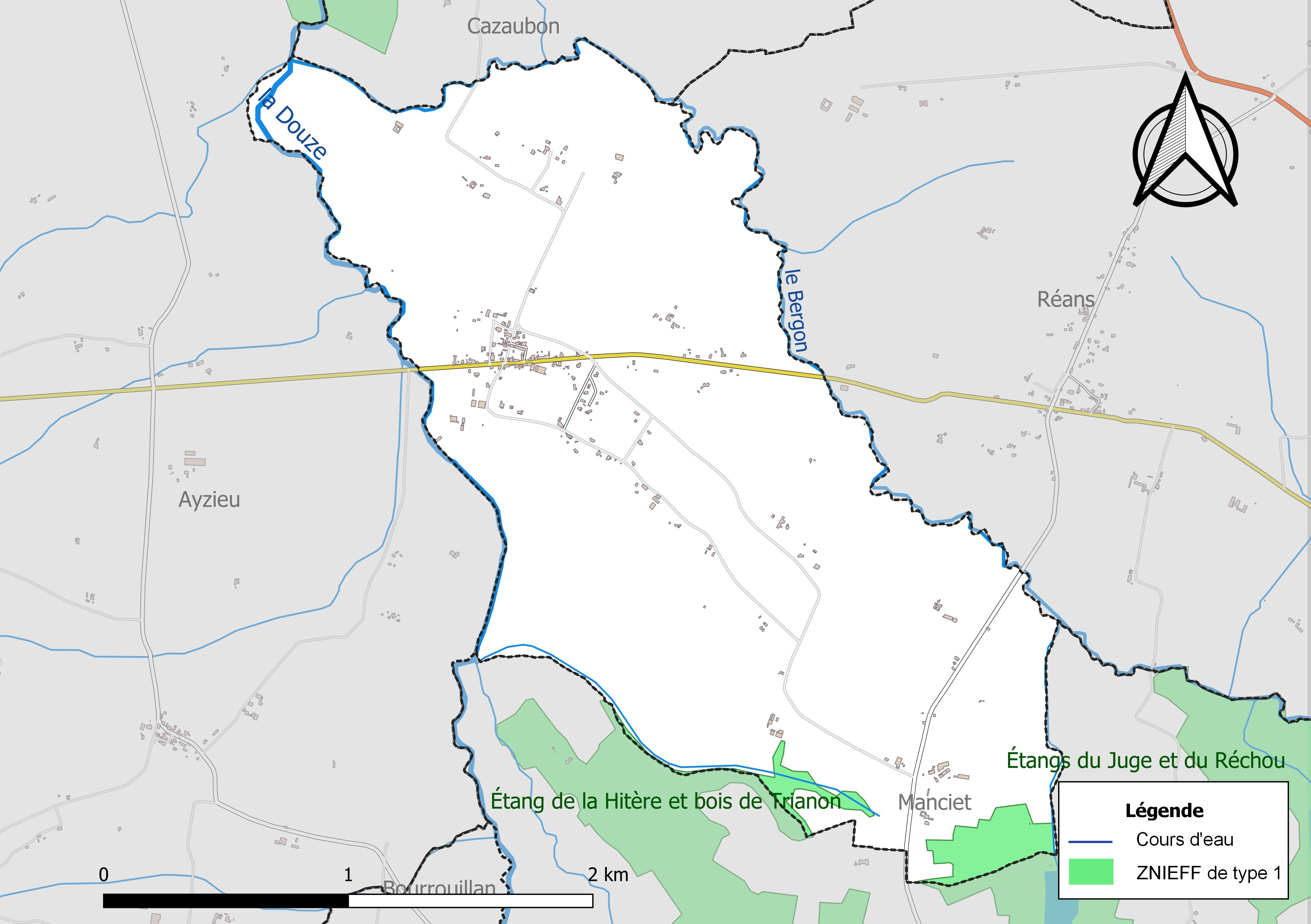
Carte de la ZNIEFF de type 1 sur la commune.
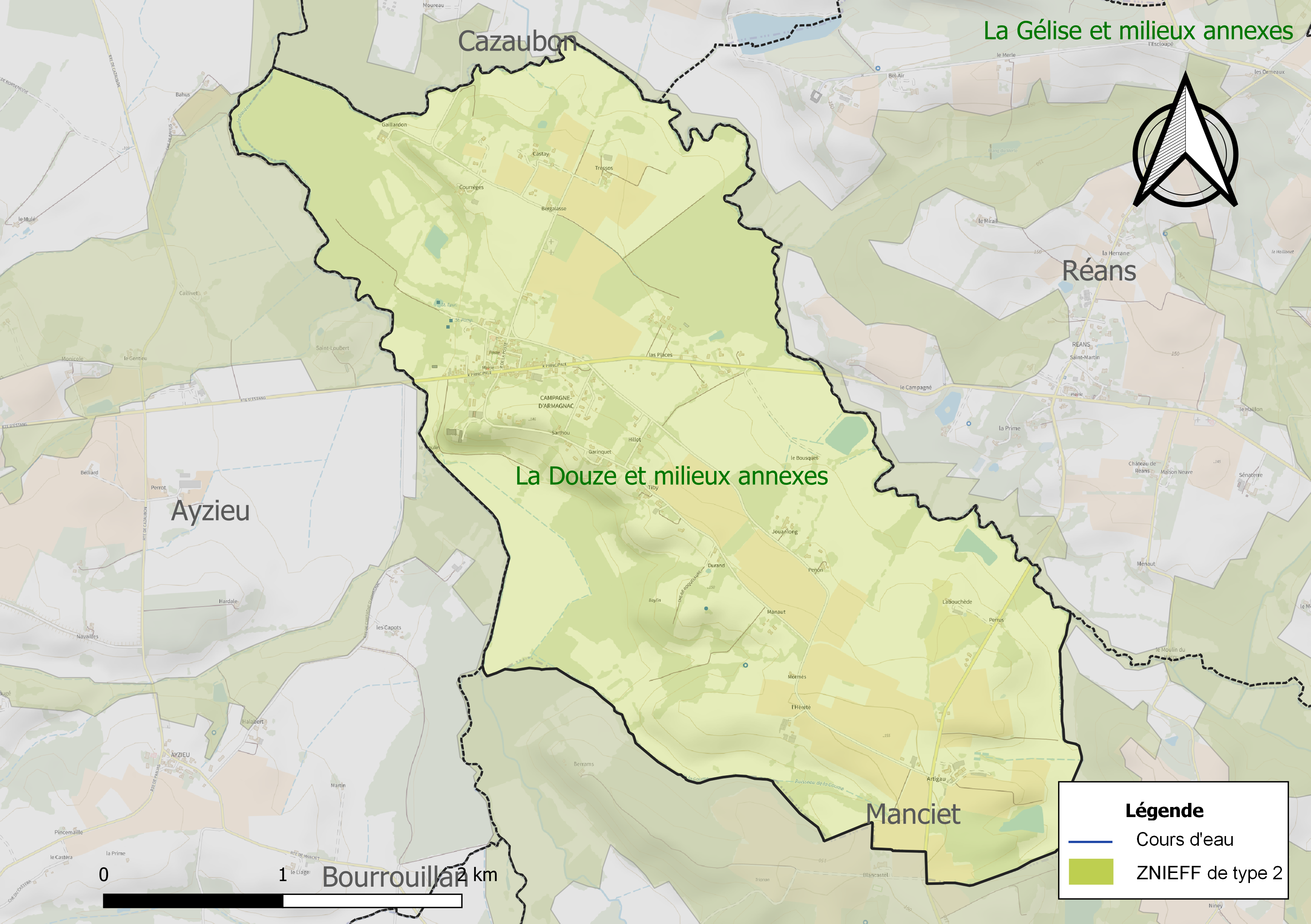
Carte de la ZNIEFF de type 2 sur la commune.

## Urbanisme

### Typologie
Au 1er janvier 2024, Campagne-d'Armagnac est catégorisée commune rurale à habitat dispersé, selon la nouvelle grille communale de densité à sept niveaux définie par l'Insee en 2022.
Elle est située hors unité urbaine. Par ailleurs la commune fait partie de l'aire d'attraction d'Eauze, dont elle est une commune de la couronne,. Cette aire, qui regroupe 12 communes, est catégorisée dans les aires de moins de 50 000 habitants,.

### Occupation des sols
L'occupation des sols de la commune, telle qu'elle ressort de la base de données européenne d’occupation biophysique des sols Corine Land Cover (CLC), est marquée par l'importance des territoires agricoles (91,8 % en 2018), une proportion sensiblement équivalente à celle de 1990 (92,5 %). La répartition détaillée en 2018 est la suivante : 
cultures permanentes (42,4 %), terres arables (28,3 %), prairies (14 %), zones agricoles hétérogènes (7,2 %), milieux à végétation arbustive et/ou herbacée (5,2 %), forêts (3 %). L'évolution de l’occupation des sols de la commune et de ses infrastructures peut être observée sur les différentes représentations cartographiques du territoire : la carte de Cassini (XVIIIe siècle), la carte d'état-major (1820-1866) et les cartes ou photos aériennes de l'IGN pour la période actuelle (1950 à aujourd'hui).

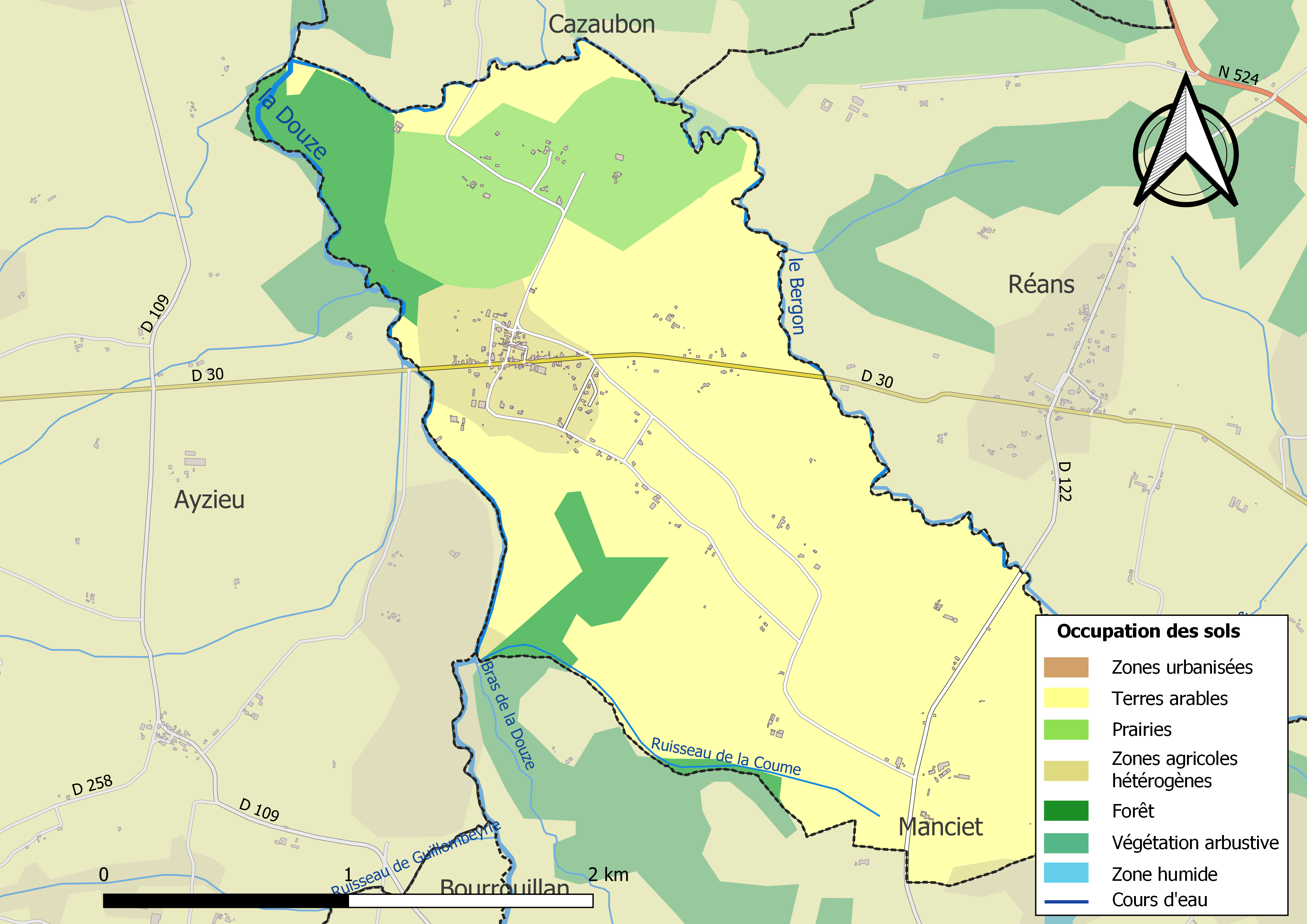
Carte des infrastructures et de l'occupation des sols de la commune en 2018 (CLC).

### Risques majeurs
Le territoire de la commune de Campagne-d'Armagnac est vulnérable à différents aléas naturels : météorologiques (tempête, orage, neige, grand froid, canicule ou sécheresse) et séisme (sismicité très faible). Un site publié par le BRGM permet d'évaluer simplement et rapidement les risques d'un bien localisé soit par son adresse soit par le numéro de sa parcelle.

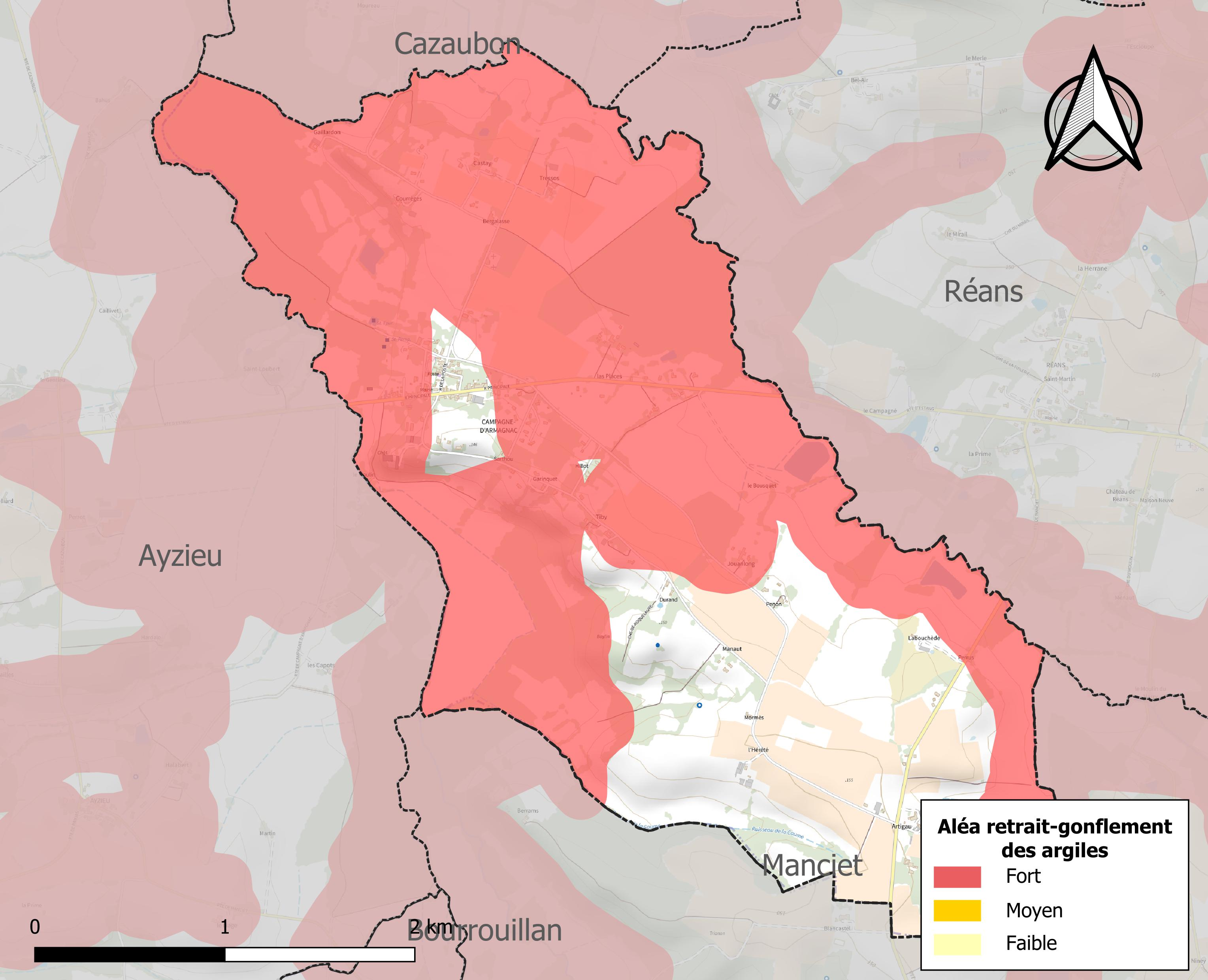
Carte des zones d'aléa retrait-gonflement des sols argileux de Campagne-d'Armagnac.

Le retrait-gonflement des sols argileux est susceptible d'engendrer des dommages importants aux bâtiments en cas d’alternance de périodes de sécheresse et de pluie. 69,9 % de la superficie communale est en aléa moyen ou fort (94,5 % au niveau départemental et 48,5 % au niveau national). Sur les 126 bâtiments dénombrés sur la commune en 2019, 78 sont en aléa moyen ou fort, soit 62 %, à comparer aux 93 % au niveau départemental et 54 % au niveau national. Une cartographie de l'exposition du territoire national au retrait gonflement des sols argileux est disponible sur le site du BRGM,.
Par ailleurs, afin de mieux appréhender le risque d’affaissement de terrain, l'inventaire national des cavités souterraines permet de localiser celles situées sur la commune.
La commune a été reconnue en état de catastrophe naturelle au titre des dommages causés par les inondations et coulées de boue survenues en 1999 et 2009. Concernant les mouvements de terrains, la commune a été reconnue en état de catastrophe naturelle au titre des dommages causés par la sécheresse en 1989 et par des mouvements de terrain en 1999.

## Politique et administration
| Période | Période  | Identité            | Étiquette | Qualité |
| ------- | -------- | ------------------- | --------- | ------- |
| 1792    | 1795     | Joseph Dubuc        |           |         |
| 1795    | 1797     | Joseph Duffreche    |           |         |
| 1797    | 1799     | Joseph Saint-aubin  |           |         |
| 1799    | 1821     | Joseph Tachouzin    |           |         |
| 1821    | 1830     | Pierre Senat        |           |         |
| 1830    | 1840     | Victor Tachouzin    |           |         |
| 1840    | 1843     | Félix Senat         |           |         |
| 1843    | 1848     | Paul Lassis         |           |         |
| 1848    | 1852     | Félix Senat         |           |         |
| 1852    | 1856     | Jean Ducom          |           |         |
| 1856    | 1865     | Paul Lassis         |           |         |
| 1865    | 1900     | Léon Laffitte       |           |         |
| 1900    | 1908     | Joseph Laffitte     |           |         |
| 1908    | 1912     | Charles Le Gall     |           |         |
| 1912    | 1919     | Pierre Brune        |           |         |
| 1919    | 1944     | Noë Dussans         |           |         |
| 1944    | 1945     | Ludovic Calmet      |           |         |
| 1945    | 1947     | François Caillava   |           |         |
| 1947    | 1965     | Georges Suffran     |           |         |
| 1965    | 1968     | Maurice Lannelongue |           |         |
| 1968    | 1969     | Clément André Ducos |           |         |
| 1970    | 1977     | Ludovic Calmet      |           |         |
| 1977    | 2008     | Robert Farbos       | DVD       |         |
| 2008    | En cours | Claude Vettor       | DVD       | Cadre   |

## Démographie
L'évolution du nombre d'habitants est connue à travers les recensements de la population effectués dans la commune depuis 1793. Pour les communes de moins de 10 000 habitants, une enquête de recensement portant sur toute la population est réalisée tous les cinq ans, les populations de référence des années intermédiaires étant quant à elles estimées par interpolation ou extrapolation. Pour la commune, le premier recensement exhaustif entrant dans le cadre du nouveau dispositif a été réalisé en 2004.

En 2022, la commune comptait 212 habitants, en évolution de −7,02 % par rapport à 2016 (Gers : +1,04 %, France hors Mayotte : +2,11 %).
| 1793 | 1800 | 1806 | 1821 | 1831 | 1841 | 1846 | 1851 | 1856 |
| ---- | ---- | ---- | ---- | ---- | ---- | ---- | ---- | ---- |
| 322  | 340  | 372  | 433  | 470  | 427  | 402  | 419  | 383  |

| 1861 | 1866 | 1872 | 1876 | 1881 | 1886 | 1891 | 1896 | 1901 |
| ---- | ---- | ---- | ---- | ---- | ---- | ---- | ---- | ---- |
| 416  | 401  | 406  | 415  | 401  | 406  | 412  | 405  | 409  |

| 1906 | 1911 | 1921 | 1926 | 1931 | 1936 | 1946 | 1954 | 1962 |
| ---- | ---- | ---- | ---- | ---- | ---- | ---- | ---- | ---- |
| 419  | 375  | 329  | 346  | 321  | 313  | 301  | 280  | 288  |

| 1968 | 1975 | 1982 | 1990 | 1999 | 2004 | 2006 | 2009 | 2014 |
| ---- | ---- | ---- | ---- | ---- | ---- | ---- | ---- | ---- |
| 255  | 207  | 188  | 176  | 167  | 201  | 205  | 197  | 221  |

| 2019 | 2022 | - | - | - | - | - | - | - |
| ---- | ---- | - | - | - | - | - | - | - |
| 215  | 212  | - | - | - | - | - | - | - |

## Économie

### Revenus
En 2018  (données Insee publiées en septembre 2021), la commune compte 88 ménages fiscaux, regroupant 202 personnes. La médiane du revenu disponible par unité de consommation est de 22 120 € (20 820 € dans le département).

### Emploi
|                | 2008  | 2013  | 2018  |
| -------------- | ----- | ----- | ----- |
| Commune        | 7 %   | 9,1 % | 6,8 % |
| Département    | 6,1 % | 7,5 % | 8,2 % |
| France entière | 8,3 % | 10 %  | 10 %  |

En 2018, la population âgée de 15 à 64 ans s'élève à 120 personnes, parmi lesquelles on compte 66,1 % d'actifs (59,3 % ayant un emploi et 6,8 % de chômeurs) et 33,9 % d'inactifs,. En  2018, le taux de chômage communal (au sens du recensement) des 15-64 ans est inférieur à celui de la France et département, alors qu'en 2008 il était supérieur à celui du département et inférieur à celui de la France.
La commune fait partie de la couronne de l'aire d'attraction d'Eauze, du fait qu'au moins 15 % des actifs travaillent dans le pôle,. Elle compte 24 emplois en 2018, contre 35 en 2013 et 34 en 2008. Le nombre d'actifs ayant un emploi résidant dans la commune est de 74, soit un indicateur de concentration d'emploi de 32,8 % et un taux d'activité parmi les 15 ans ou plus de 42,9 %.
Sur ces 74 actifs de 15 ans ou plus ayant un emploi, 15 travaillent dans la commune, soit 21 % des habitants. Pour se rendre au travail, 87,7 % des habitants utilisent un véhicule personnel ou de fonction à quatre roues, 1,4 % les transports en commun, 4,1 % s'y rendent en deux-roues, à vélo ou à pied et 6,8 % n'ont pas besoin de transport (travail au domicile).

### Activités hors agriculture
16 établissements sont implantés  à Campagne-d'Armagnac au 31 décembre 2019.
Le secteur du commerce de gros et de détail, des transports, de l'hébergement et de la restauration est prépondérant sur la commune puisqu'il représente 37,5 % du nombre total d'établissements de la commune (6 sur les 16 entreprises implantées  à Campagne-d'Armagnac), contre 27,7 % au niveau départemental.

### Agriculture
|               | 1988 | 2000 | 2010 | 2020 |
| ------------- | ---- | ---- | ---- | ---- |
| Exploitations | 18   | 10   | 6    | 6    |
| SAU (ha)      | 498  | 518  | 429  | 408  |

La commune est dans le Bas-Armagnac, une petite région agricole occupant une partie ouest du département du Gers. En 2020, l'orientation technico-économique de l'agriculture  sur la commune est la viticulture. Six exploitations agricoles ayant leur siège dans la commune sont dénombrées lors du recensement agricole de 2020 (18 en 1988). La superficie agricole utilisée est de 408 ha,,.

## Culture locale et patrimoine

### Lieux et monuments
- Château de Campagne avec un donjon des XIIe et XVIe siècles. Seigneurs de Campagne célèbres au Moyen Âge, Othon de Campagne 1372 combat sous la bannière d'Armagnac, seigneurs de Campagne en 1378 faisait la guerre en Espagne avec Perducas d'Albert, appartient aux de Maniban depuis la fin du XVIIe siècle, est vendu le 17 nivôse an IV (1796) par Christine de Maniban veuve du marquis de Livry, totalement ruinée, à un grand bourgeois Joachim Sénat. Dans les mois qui suivent, il revend toute une série de parcelles, seul ou avec son fils Gilles, à des propriétaires des environs. Dans la première moitié du XIXe siècle, le propriétaire du château de Campagne est Félix Sénat. Passé 1890, il y a mutation vers Mme Delbert épouse Boignères puis vers M. Legall, grand magistrat.
- L'église de l'Assomption est de style roman. Contre l'abside, une fenêtre est percée dans le contrefort.